# Амбросий Теодосий Макробий
Амбросий Теодосий Макробий е латински писател и неоплатонически философ през IV век. Той е проконсул на Африка през 410 г. и префект на Италия през 430 г.
Неговото най-известно произведение е Сатурналии. Написано е в диалогична форма, следваща образеца на Платоновия диалог Пир. Съчинението обхваща седем книги, в първите три от които видни римляни, привърженици на езическата религия, беседват в дома на Ветий Агорий Претекстат по време на празника на бог Сатурн през декември. Те съдържат сведения за езическото минало: хронология и календар, религия, обичаи, кулинарна традиция и анекдоти. В следващите четири книги се обсъжда творчеството на Вергилий като източник на знания за древната римска религия, философия и астрономия. Събеседниците го сравняват с това на Омир, на което според тях то не отстъпва по художествена стойност.
Макробий е е автор и на Коментар към Съня на Сципион, в който се спира на шеста книга от трактата на Цицерон За държавата. И двете съчинения са посветени на сина му Евстахий.

## Изследвания
- Петрова М. С. Просопография как специальная историческая дисциплина. На примере авторов поздней античности: Макробий Феодосий и Марциан Капелла. СПб., 2004.
- Петрова, М. С. Макробий Феодосий и представления о душе и о мироздании в поздней античности. М., 2007.